# Saison 2006-2007 du Club athlétique Brive Corrèze Limousin
 (septembre 2017).
Si vous disposez d'ouvrages ou d'articles de référence ou si vous connaissez des sites web de qualité traitant du thème abordé ici, merci de compléter l'article en donnant les références utiles à sa vérifiabilité et en les liant à la section « Notes et références ».
Cette page présente la saison 2006-2007 du Club athlétique Brive Corrèze Limousin. Le club dispute le Top 14 et le Challenge européen.

## La saison
Le CA Brive retrouve le Top 14 après des difficultés en interne. Daniel Derichebourg devient le nouvel actionnaire majoritaire du club le 12 juin 2006. Le vice-président Robert Rousseau, qui a évité une rétrogradation administrative au club, devient président de la SASP. 
Sur le plan sportif, le début de saison est difficile. Le CAB ne remporte qu'une seule de ses huit premières rencontres. Après la défaite à domicile face au Stade Français (la troisième en quatre matches), Laurent Rodriguez est renvoyé, au profit de l'ancien pilier Richard Crespy. À la fin de la phase aller, le club est avant-dernier du Top 14.
Tim Lane est progressivement poussé vers la sortie. Son licenciement est officialisé après le déplacement de l'équipe à Toulouse, pourtant victorieux. Le président Robert Rousseau nomme alors Michel Peuchlestrade au poste d'entraineur, lui qui venait de quitter son poste d'entraineur au Stade aurillacois, pour remplacer Tim Lane. Le duo formé avec Richard Crespy permet une amélioration des performances. Au soir de la 16e journée, Brive n'est plus relégable.  
En Challenge européen, il termine en tête de sa poule, mais doit se déplacer lors de son quart de finale.  
Sportivement, la situation reste très compliquée et Patrick Sébastien commence à critiquer les dirigeants du club et son propriétaire. Brive perd une quatrième fois au Stadium contre Montauban en janvier et parvient à faire match nul face à l'USA Perpignan en mars.  
À la même période, Patrick Sébastien est nommé président du club. Robert Rousseau quitte ses fonctions après avoir refusé un poste de directeur général, proposé par Daniel Derichebourg. L'Anglais Simon Gillham lui succède à ce poste.  
Le 31 mars, après que le CAB ait été éliminé du Challenge européen par les Gallois de Newport, Michel Peuchlestrade est à son tour démis de ses fonctions, remplacé par Jean-Marie Soubira, entraîneur des espoirs. Il permet au CA Brive de se maintenir, avec une victoire face à l'ASM Clermont Auvergne, futur vice-champion de France, suivie d'une autre victoire sur la pelouse de Narbonne. 
Brive termine la saison à la 9e place, après avoir été relégable durant seize journées.

## Joueurs et encadrement

### Dirigeants
- Président :  Robert Rousseau, puis  Patrick Sébastien, à partir du 21 mars 2007
- Directeur général :  François Duboisset, à partir du 21 mars 2007
- Directeur général adjoint :  Simon Gillham, à partir du 21 mars 2007

### Staff technique
- Entraineur en chef :  Tim Lane, puis  Michel Peuchlestrade, à partir du 19 novembre 2006, puis  Jean-Marie Soubira, à partir du 31 mars 2007
- Entraineur des avants :  Laurent Rodriguez,  puis  Richard Crespy, à partir du 27 septembre 2006
- Entraineur des arrières :  Ludovic Chambriard

### Effectif 2006-2007
| Nom                    | Poste            | Naissance         | Nationalité sportive | International | Dernier club          | Arrivée au club |
| ---------------------- | ---------------- | ----------------- | -------------------- | ------------- | --------------------- | --------------- |
| Julien Campo           | Talonneur        | 1er mai 1981      | France               | -             | Biarritz olympique    | 2004            |
| Amédée Domenech        | Talonneur        | 18 juillet 1984   | France               | -             | Formé au club         | Formé au club   |
| Jawad Djoudi           | Talonneur        | 8 mai 1976        | France               | -             | CS Bourgoin-Jallieu   | 2003            |
| Pierre Capdevielle     | Pilier           | 30 mars 1974      | France               | -             | AS Montferrand        | 2001            |
| Rudy Chéron            | Pilier           | 19 février 1981   | France               | -             | USA Perpignan         | 2005            |
| Luke Harbut            | Pilier           | 18 avril 1980     | Angleterre           | -             | Northampton Saints    | 2006            |
| Pierre-Philippe Lafond | Pilier           | 19 décembre 1984  | France               | -             | Montauban TG XV       | 2006            |
| Simon Lemalu           | Pilier           | 23 janvier 1981   | Samoa                |               | Counties Manukau RU   | 2006            |
| Pascal Oliveirinha     | Pilier           | 6 avril 1984      | France               | -             | Formé au club         | Formé au club   |
| Franco Pani            | Pilier           | 18 août 1981      | Argentine            | -             | L'Aquila              | 2004            |
| Petrisor Toderasc      | Pilier           | 15 juillet 1980   | Roumanie             |               | US Oyonnax            | 2005            |
| Denys Drozdz           | Deuxième ligne   | 12 juin 1985      | France               | -             | Formé au club         | Formé au club   |
| Vickus Liebenberg      | Deuxième ligne   | 20 février 1985   | Afrique du Sud       | -             | Formé au club         | Formé au club   |
| Yvan Manhès            | Deuxième ligne   | 23 mai 1975       | France               | -             | Stade aurillacois     | 1995            |
| Cristian Petre         | Deuxième ligne   | 22 mars 1979      | Roumanie             |               | Tarbes Pyrénées rugby | 2006            |
| Charl van Rensburg     | Deuxième ligne   | 4 septembre 1973  | Afrique du Sud       | -             | Sharks                | 2005            |
| Johan van Zyl          | Deuxième ligne   | 11 novembre 1980  | Afrique du Sud       | -             | Natal Sharks          | 2005            |
| Simon Azoulai          | Troisième ligne  | 15 juin 1980      | France               | -             | CA Bègles-Bordeaux    | 2003            |
| Aurélien Béco          | Troisième ligne  | 12 mars 1986      | France Portugal      | -             | Formé au club         | Formé au club   |
| Jérôme Bonvoisin       | Troisième ligne  | 8 août 1973       | France               | -             | AS Montferrand        | 2001            |
| Damien Chouly          | Troisième ligne  | 27 novembre 1985  | France               | -             | Formé au club         | Formé au club   |
| Fabien Domingo         | Troisième ligne  | 24 septembre 1976 | France               | -             | Stade aurillacois     | 2006            |
| Vincent Forgues        | Troisième ligne  | 21 août 1981      | France               | -             | Section paloise       | 2006            |
| Hendrik Gerber         | Troisième ligne  | 12 avril 1976     | Afrique du Sud       |               | Stormers              | 2006            |
| Alexandre Maleyrie     | Troisième ligne  | 13 mars 1981      | France               | -             | Formé au club         | Formé au club   |
| Timothy Clark          | Demi de mêlée    | 5 janvier 1979    | Australie            | -             | Waratahs              | 2005            |
| Damien Neveu           | Demi de mêlée    | 29 juin 1986      | France               | -             | Formé au club         | Formé au club   |
| Jean-Baptiste Péjoine  | Demi de mêlée    | 17 juillet 1980   | France               | -             | Stade bordelais       | 2001            |
| Tim Donnelly           | Demi d'ouverture | 16 février 1980   | Australie            | -             | Waratahs              | 2006            |
| Luciano Orquera        | Demi d'ouverture | 12 octobre 1981   | Italie Argentine     |               | FC Auch               | 2006            |
| Maxime Petitjean       | Demi d'ouverture | 17 mars 1984      | France               | -             | Stade aurillacois     | 2005            |
| Sébastien Bonetti      | 3/4 centre       | 22 septembre 1977 | France               |               | SU Agen               | 2005            |
| Nicolas Couttet        | 3/4 centre       | 30 janvier 1975   | France               | -             | USA Perpignan         | 2003            |
| Terry Fanolua          | 3/4 centre       | 3 juillet 1974    | Samoa                |               | Gloucester RFC        | 2006            |
| Suka Hufanga           | 3/4 centre       | 18 juin 1982      | Tonga                |               | AS Béziers            | 2006            |
| Ludovic Valbon         | 3/4 centre       | 22 mai 1976       | France               |               | CA Bègles-Bordeaux    | 2003            |
| Filimone Bolavucu      | 3/4 aile         | 13 février 1981   | Fidji                |               | Bay of Plenty         | 2006            |
| Yves Donguy            | 3/4 aile         | 1er janvier 1982  | France               | -             | AC Bobigny            | 2000            |
| Norman Ligairi         | 3/4 aile         | 29 janvier 1976   | Fidji                |               | Secom Rugguts         | 2006            |
| Alexis Palisson        | 3/4 aile         | 9 septembre 1987  | France               | -             | Formé au club         | Formé au club   |
| Charles Platek         | 3/4 aile         | 12 octobre 1986   | France               | -             | Formé au club         | Formé au club   |
| Farid Sid              | 3/4 aile         | 27 mars 1979      | France               | -             | US Colomiers          | 2004            |
| Johan Dalla Riva       | Arrière          | 2 septembre 1978  | France               | -             | Castres olympique     | 2005            |
| Nicolas Le Roux        | Arrière          | 1er octobre 1976  | France               | -             | Worcester Warriors    | 2006            |

## Calendrier
| Date du match     | Domicile              | Extérieur             | Score | Lieu du match                  | Catégorie                             | Classement |
| ----------------- | --------------------- | --------------------- | ----- | ------------------------------ | ------------------------------------- | ---------- |
| 19 août 2006      | CA Brive              | Stade toulousain      | 9-24  | Stade Amédée-Domenech          | 1re journée de Top 14                 | 12         |
| 26 août 2006      | CS Bourgoin-Jallieu   | CA Brive              | 42-17 | Stade Pierre-Rajon             | 2e journée de Top 14                  | 14         |
| 30 août 2006      | SU Agen               | CA Brive              | 22-16 | Stade Armandie                 | 3e journée de Top 14                  | 13         |
| 3 septembre 2006  | CA Brive              | SC Albi               | 6-3   | Stade Amédée-Domenech          | 4e journée de Top 14                  | 12         |
| 9 septembre 2006  | Montauban TGXV        | CA Brive              | 21-20 | Stade Sapiac                   | 5e journée de Top 14                  | 12         |
| 16 septembre 2006 | CA Brive              | Biarritz olympique    | 14-21 | Stade Amédée-Domenech          | 6e journée de Top 14                  | 13         |
| 23 septembre 2006 | USA Perpignan         | CA Brive              | 24-13 | Stade Aimé-Giral               | 7e journée de Top 14                  | 13         |
| 26 septembre 2006 | CA Brive              | Stade Français        | 6-21  | Stade Amédée-Domenech          | 8e journée de Top 14                  | 14         |
| 30 septembre 2006 | Montpellier HRC       | CA Brive              | 12-17 | Stade Sabathé                  | 9e journée de Top 14                  | 13         |
| 7 octobre 2006    | CA Brive              | Castres olympique     | 22-15 | Stade Amédée-Domenech          | 10e journée de Top 14                 | 13         |
| 14 octobre 2006   | ASM Clermont Auvergne | CA Brive              | 44-3  | Stade Marcel-Michelin          | 11e journée de Top 14                 | 13         |
| 20 octobre 2006   | Montauban TGXV        | CA Brive              | 13-26 | Stade Sapiac                   | 1re journée du Challenge européen     | 2          |
| 28 octobre 2006   | CA Brive              | Newcastle Falcons     | 41-12 | Stade Amédée-Domenech          | 2e journée du Challenge européen      | 1          |
| 4 novembre 2006   | CA Brive              | RC Narbonne           | 23-21 | Stade Amédée-Domenech          | 12e journée de Top 14                 | 13         |
| 11 novembre 2006  | Aviron bayonnais      | CA Brive              | 29-6  | Stade Jean-Dauger              | 13e journée de Top 14                 | 13         |
| 18 novembre 2006  | Stade toulousain      | CA Brive              | 26-29 | Stade Ernest-Wallon            | 14e journée de Top 14                 | 13         |
| 25 novembre 2006  | CA Brive              | CS Bourgoin-Jallieu   | 28-3  | Stade Amédée-Domenech          | 15e journée de Top 14                 | 13         |
| 2 décembre 2006   | CA Brive              | SU Agen               | 19-13 | Stade Amédée-Domenech          | 16e journée de Top 14                 | 10         |
| 9 décembre 2006   | CA Brive              | Petrarca Padova       | 78-18 | Stade Amédée-Domenech          | 3e journée du Challenge européen      | 1          |
| 16 décembre 2006  | Petrarca Padova       | CA Brive              | 6-48  | Stadio Plebiscito              | 4e journée du Challenge européen      | 1          |
| 23 décembre 2006  | SC Albi               | CA Brive              | 19-3  | Stadium municipal              | 17e journée de Top 14                 | 11         |
| 6 janvier 2007    | CA Brive              | Montauban TGXV        | 11-16 | Stade Amédée-Domenech          | 18e journée de Top 14                 | 12         |
| 12 janvier 2007   | Newcastle Falcons     | CA Brive              | 24-17 | Kingston Park                  | 3e journée du Challenge européen      | 1          |
| 20 janvier 2007   | CA Brive              | Montauban TGXV        | 15-6  | Stade Amédée-Domenech          | 6e journée du Challenge européen      | 1          |
| 27 janvier 2007   | Biarritz olympique    | CA Brive              | 15-6  | Parc des sports d'Aguiléra     | 19e journée de Top 14                 | 13         |
| 24 mars 2007      | CA Brive              | USA Perpignan         | 22-22 | Stade Amédée-Domenech          | 20e journée de Top 14                 | 13         |
| 31 mars 2007      | Newport Gwent Dragons | CA Brive              | 39-17 | Rodney Parade                  | Quart de finale du Challenge européen | Éliminé    |
| 7 avril 2007      | Stade Français        | CA Brive              | 18-13 | Stade Jean-Bouin               | 21e journée de Top 14                 | 14         |
| 14 avril 2007     | CA Brive              | Montpellier HRC       | 25-16 | Stade Amédée-Domenech          | 22e journée de Top 14                 | 12         |
| 28 avril 2007     | Castres olympique     | CA Brive              | 17-15 | Stade Pierre-Antoine           | 23e journée de Top 14                 | 13         |
| 5 mai 2007        | CA Brive              | ASM Clermont Auvergne | 28-22 | Stade Amédée-Domenech          | 24e journée de Top 14                 | 10         |
| 12 mai 2007       | RC Narbonne           | CA Brive              | 21-42 | Parc des sports et de l'amitié | 25e journée de Top 14                 | 8          |
| 26 mai 2007       | CA Brive              | Aviron bayonnais      | 6-9   | Stade Amédée-Domenech          | 26e journée de Top 14                 | 9          |

## Statistiques

### Statistiques collectives

#### Classement Top 14
| Rang | Club                   | J  | V  | N | D  | Bo | Bd | Pm  | Pe  | Diff | Pts |
| ---- | ---------------------- | -- | -- | - | -- | -- | -- | --- | --- | ---- | --- |
| 1    | Stade français Paris   | 26 | 19 | 1 | 6  | 6  | 3  | 667 | 433 | +234 | 87  |
| 2    | Stade toulousain       | 26 | 18 | 2 | 6  | 7  | 3  | 643 | 424 | +219 | 86  |
| 3    | ASM Clermont           | 26 | 18 | 0 | 8  | 8  | 4  | 772 | 454 | +318 | 84  |
| 4    | Biarritz olympique (T) | 26 | 16 | 1 | 9  | 5  | 5  | 549 | 385 | +164 | 76  |
| 5    | USA Perpignan          | 26 | 16 | 1 | 9  | 5  | 4  | 493 | 398 | +95  | 75  |
| 6    | CS Bourgoin-Jallieu    | 26 | 11 | 1 | 14 | 5  | 7  | 543 | 484 | +59  | 58  |
| 7    | US Montauban (P)       | 26 | 10 | 2 | 14 | 1  | 9  | 475 | 493 | -18  | 54  |
| 8    | Aviron bayonnais       | 26 | 11 | 1 | 14 | 3  | 2  | 452 | 647 | -195 | 51  |
| 9    | CA Brive               | 26 | 10 | 1 | 15 | 1  | 7  | 419 | 516 | -97  | 50  |
| 10   | SC Albi (P)            | 26 | 11 | 1 | 14 | 1  | 3  | 333 | 512 | -179 | 50  |
| 11   | Castres olympique      | 26 | 9  | 1 | 16 | 3  | 8  | 531 | 576 | -45  | 49  |
| 12   | Montpellier HR         | 26 | 9  | 1 | 16 | 3  | 7  | 442 | 596 | -154 | 48  |
| 13   | SU Agen                | 26 | 9  | 1 | 16 | 1  | 5  | 382 | 520 | -138 | 44  |
| 14   | RC Narbonne            | 26 | 8  | 0 | 18 | 2  | 5  | 521 | 784 | -263 | 39  |

#### Classement Poule 3 du Challenge européen
|                              | MJ | V | N | D | PP  | PC  | Pts |
| ---------------------------- | -- | - | - | - | --- | --- | --- |
| CA Brive France              | 6  | 5 | 0 | 1 | 225 | 79  | 24  |
| Newcastle Falcons Angleterre | 6  | 4 | 0 | 2 | 181 | 85  | 21  |
| US Montauban France          | 6  | 3 | 0 | 3 | 107 | 98  | 13  |
| Petrarca Padova Italie       | 6  | 0 | 0 | 6 | 47  | 298 | 0   |

### Statistiques individuelles

#### Statistiques par joueur
(Tableau à jour au 31 mai 2007)
| Joueur                 | Poste            | Top 14 | Top 14 | Top 14 | Top 14 | Top 14 | Top 14 | Top 14 | Top 14 | Top 14 |     | Challenge européen | Challenge européen | Challenge européen | Challenge européen | Challenge européen | Challenge européen | Challenge européen | Challenge européen | Challenge européen |      | Total | Total | Total | Total | Total | Total | Total | Total | Total |
| Joueur                 | Poste            | TJ     | Tit.   | Rem.   | E      | T      | P      | D      | CJ     | CR     | TJ  | Tit.               | Rem.               | E                  | T                  | P                  | D                  | CJ                 | CR                 | TJ                 | Tit. | Rem.  | E     | T     | P     | D     | CJ    | CR    |       |       |
| ---------------------- | ---------------- | ------ | ------ | ------ | ------ | ------ | ------ | ------ | ------ | ------ | --- | ------------------ | ------------------ | ------------------ | ------------------ | ------------------ | ------------------ | ------------------ | ------------------ | ------------------ | ---- | ----- | ----- | ----- | ----- | ----- | ----- | ----- | ----- | ----- |
| Julien Campo           | Talonneur        | 917    | 13     | 7      | -      | -      | -      | -      | 3      | -      |     | 278                | 3                  | 3                  | -                  | -                  | -                  | -                  | -                  | -                  |      | 1195  | 16    | 10    | -     | -     | -     | -     | 3     | -     |
| Amédée Domenech        | Talonneur        | 63     | -      | 3      | -      | -      | -      | -      | 1      | -      | 116 | 1                  | 2                  | -                  | -                  | -                  | -                  | -                  | -                  | 179                | 1    | 5     | -     | -     | -     | -     | -     | -     |       |       |
| Jawad Djoudi           | Talonneur        | 810    | 11     | 7      | 1      | -      | -      | -      | -      | -      | 205 | 3                  | 1                  | -                  | -                  | -                  | -                  | -                  | -                  | 1015               | 14   | 8     | 1     | -     | -     | -     | -     | -     |       |       |
| Pierre Capdevielle     | Pilier           | 695    | 10     | 1      | -      | -      | -      | -      | -      | -      | 109 | 2                  | -                  | -                  | -                  | -                  | -                  | -                  | -                  | 904                | 12   | 1     | -     | -     | -     | -     | -     | -     |       |       |
| Rudy Chéron            | Pilier           | 71     | 1      | 3      | -      | -      | -      | -      | -      | -      | -   | -                  | -                  | -                  | -                  | -                  | -                  | -                  | -                  | 71                 | 1    | 3     | -     | -     | -     | -     | -     | -     |       |       |
| Luke Harbut            | Pilier           | 673    | 7      | 8      | -      | -      | -      | -      | -      | -      | 177 | 2                  | 3                  | -                  | -                  | -                  | -                  | -                  | -                  | 850                | 9    | 11    | -     | -     | -     | -     | -     | -     |       |       |
| Simon Hughes           | Pilier           | 29     | -      | 1      | -      | -      | -      | -      | -      | -      | 61  | 1                  | -                  | 1                  | -                  | -                  | -                  | -                  | -                  | 90                 | 1    | 1     | 1     | -     | -     | -     | -     | -     |       |       |
| Pierre-Philippe Lafond | Pilier           | 709    | 10     | 4      | -      | -      | -      | -      | 2      | -      | 297 | 4                  | 2                  | 1                  | -                  | -                  | -                  | 1                  | -                  | 1006               | 14   | 6     | 1     | -     | -     | -     | 3     | -     |       |       |
| Simon Lemalu           | Pilier           | 192    | 3      | 2      | -      | -      | -      | -      | -      | -      | -   | -                  | -                  | -                  | -                  | -                  | -                  | -                  | -                  | 192                | 3    | 2     | -     | -     | -     | -     | -     | -     |       |       |
| Pascal Oliveirinha     | Pilier           | 206    | 2      | 3      | -      | -      | -      | -      | 1      | -      | 80  | 1                  | -                  | -                  | -                  | -                  | -                  | -                  | -                  | 286                | 3    | 3     | -     | -     | -     | -     | 1     | -     |       |       |
| Franco Pani            | Pilier           | 544    | 5      | 9      | -      | -      | -      | -      | -      | -      | 209 | 2                  | 2                  | -                  | -                  | -                  | -                  | -                  | -                  | 753                | 7    | 11    | -     | -     | -     | -     | -     | -     |       |       |
| Petrisor Toderasc      | Pilier           | 1260   | 16     | 4      | -      | -      | -      | -      | -      | -      | 187 | 2                  | 3                  | 3                  | -                  | -                  | -                  | -                  | -                  | 1447               | 18   | 7     | 3     | -     | -     | -     | -     | -     |       |       |
| Denys Drozdz           | Deuxième ligne   | 220    | 3      | 2      | -      | -      | -      | -      | -      | -      | 191 | 2                  | 2                  | -                  | -                  | -                  | -                  | -                  | -                  | 411                | 5    | 4     | -     | -     | -     | -     | -     | -     |       |       |
| Vickus Liebenberg      | Deuxième ligne   | 135    | 2      | 3      | -      | -      | -      | -      | 1      | -      | -   | -                  | -                  | -                  | -                  | -                  | -                  | -                  | -                  | 135                | 2    | 3     | -     | -     | -     | -     | 1     | -     |       |       |
| Yvan Manhès            | Deuxième ligne   | 80     | 1      | -      | -      | -      | -      | -      | -      | -      | -   | -                  | -                  | -                  | -                  | -                  | -                  | -                  | -                  | 80                 | 1    | -     | -     | -     | -     | -     | -     | -     |       |       |
| Cristian Petre         | Deuxième ligne   | 448    | 6      | 3      | -      | -      | -      | -      | -      | -      | 295 | 4                  | -                  | -                  | -                  | -                  | -                  | -                  | -                  | 743                | 10   | 3     | -     | -     | -     | -     | -     | -     |       |       |
| Charl van Rensburg     | Deuxième ligne   | 1583   | 20     | 3      | -      | -      | -      | -      | -      | -      | 435 | 6                  | 1                  | 1                  | -                  | -                  | -                  | -                  | -                  | 2018               | 26   | 4     | 1     | -     | -     | -     | -     | -     |       |       |
| Johan van Zyl          | Deuxième ligne   | 1543   | 19     | 3      | 1      | -      | -      | -      | 2      | -      | 264 | 3                  | 1                  | -                  | -                  | -                  | -                  | 1                  | -                  | 1807               | 22   | 4     | 1     | -     | -     | -     | 3     | -     |       |       |
| Simon Azoulai          | Troisième ligne  | 1193   | 13     | 6      | 1      | -      | -      | -      | -      | -      | 536 | 7                  | -                  | 1                  | -                  | -                  | -                  | -                  | -                  | 1729               | 20   | 6     | 2     | -     | -     | -     | -     | -     |       |       |
| Aurélien Béco          | Troisième ligne  | 186    | 2      | 3      | -      | -      | -      | -      | 1      | -      | -   | -                  | -                  | -                  | -                  | -                  | -                  | -                  | -                  | 186                | 2    | 3     | -     | -     | -     | -     | 1     | -     |       |       |
| Jérôme Bonvoisin       | Troisième ligne  | 1319   | 19     | 4      | 1      | -      | -      | -      | -      | -      | 238 | 3                  | 1                  | 1                  | -                  | -                  | -                  | -                  | -                  | 1557               | 22   | 5     | 2     | -     | -     | -     | -     | -     |       |       |
| Damien Chouly          | Troisième ligne  | 1147   | 14     | 4      | 2      | -      | -      | -      | -      | -      | 126 | 2                  | -                  | 2                  | -                  | -                  | -                  | -                  | -                  | 1273               | 16   | 4     | 4     | -     | -     | -     | -     | -     |       |       |
| Fabien Domingo         | Troisième ligne  | 910    | 11     | 4      | -      | -      | -      | -      | 2      | -      | 272 | 3                  | 2                  | -                  | -                  | -                  | -                  | -                  | -                  | 1182               | 14   | 6     | -     | -     | -     | -     | 2     | -     |       |       |
| Vincent Forgues        | Troisième ligne  | 788    | 9      | 4      | -      | -      | -      | -      | -      | -      | 153 | 2                  | 1                  | -                  | -                  | -                  | -                  | -                  | -                  | 941                | 11   | 5     | -     | -     | -     | -     | -     | -     |       |       |
| Hendrik Gerber         | Troisième ligne  | 615    | 7      | 5      | 1      | -      | -      | -      | 1      | -      | 160 | 2                  | -                  | -                  | -                  | -                  | -                  | -                  | -                  | 775                | 9    | 5     | 1     | -     | -     | -     | 1     | -     |       |       |
| Alexandre Maleyrie     | Troisième ligne  | 284    | 4      | 4      | -      | -      | -      | -      | -      | -      | 91  | 1                  | 2                  | -                  | -                  | -                  | -                  | -                  | -                  | 375                | 5    | 6     | -     | -     | -     | -     | -     | -     |       |       |
| Timothy Clark          | Demi de mêlée    | 573    | 7      | 2      | 1      | -      | -      | -      | 1      | -      | 440 | 6                  | 1                  | -                  | -                  | -                  | -                  | -                  | -                  | 1013               | 13   | 3     | 1     | -     | -     | -     | 1     | -     |       |       |
| Damien Neveu           | Demi de mêlée    | 210    | 2      | 9      | -      | -      | -      | -      | -      | -      | 39  | -                  | 1                  | -                  | -                  | -                  | -                  | -                  | -                  | 249                | 2    | 10    | -     | -     | -     | -     | -     | -     |       |       |
| Jean-Baptiste Péjoine  | Demi de mêlée    | 1299   | 17     | 3      | 1      | -      | -      | -      | -      | -      | 81  | 1                  | 2                  | -                  | -                  | -                  | -                  | -                  | -                  | 1380               | 18   | 5     | 1     | -     | -     | -     | -     | -     |       |       |
| Tim Donnelly           | Demi d'ouverture | 450    | 5      | 2      | -      | -      | 10     | 3      | -      | -      | 65  | 1                  | -                  | -                  | 2                  | -                  | -                  | -                  | -                  | 515                | 6    | 2     | -     | 2     | 10    | 3     | -     | -     |       |       |
| Luciano Orquera        | Demi d'ouverture | 744    | 8      | 9      | 2      | 9      | 25     | 1      | -      | -      | 233 | 3                  | 1                  | 1                  | 4                  | 4                  | -                  | -                  | -                  | 977                | 11   | 10    | 3     | 13    | 29    | 1     | -     | -     |       |       |
| Maxime Petitjean       | Demi d'ouverture | 998    | 13     | 2      | 2      | 12     | 30     | 7      | -      | -      | 287 | 3                  | 3                  | 1                  | 14                 | 2                  | -                  | -                  | -                  | 1285               | 16   | 5     | 3     | 26    | 32    | 7     | -     | -     |       |       |
| Sébastien Bonetti      | 3/4 centre       | 1199   | 15     | 2      | -      | -      | -      | -      | -      | -      | 305 | 3                  | 3                  | 1                  | -                  | -                  | -                  | -                  | -                  | 1504               | 18   | 5     | 1     | -     | -     | -     | -     | -     |       |       |
| Nicolas Couttet        | Centre           | 240    | 3      | -      | 1      | -      | -      | -      | -      | -      | 225 | 3                  | -                  | 4                  | 1                  | -                  | -                  | -                  | -                  | 465                | 6    | -     | 5     | 1     | -     | -     | -     | -     |       |       |
| Terry Fanolua          | Centre           | 1082   | 13     | 3      | 1      | -      | -      | -      | 1      | -      | 276 | 4                  | -                  | 3                  | -                  | -                  | -                  | -                  | -                  | 1358               | 17   | 3     | 4     | -     | -     | -     | 1     | -     |       |       |
| Suka Hufanga           | Centre           | 534    | 5      | 5      | 2      | -      | -      | -      | -      | -      | 305 | 4                  | 2                  | 3                  | -                  | -                  | -                  | -                  | -                  | 839                | 9    | 7     | 5     | -     | -     | -     | -     | -     |       |       |
| Ludovic Valbon         | Centre           | 1496   | 19     | 1      | -      | -      | -      | -      | -      | -      | 180 | 2                  | 1                  | 1                  | -                  | -                  | -                  | -                  | -                  | 1676               | 21   | 2     | 1     | -     | -     | -     | -     | -     |       |       |
| Filimone Bolavucu      | 3/4 aile         | 847    | 11     | 1      | 5      | -      | -      | -      | 1      | -      | 54  | 1                  | -                  | 1                  | -                  | -                  | -                  | -                  | -                  | 901                | 12   | 1     | 6     | -     | -     | -     | 1     | -     |       |       |
| Yves Donguy            | Ailier           | 1183   | 16     | 1      | 1      | -      | -      | -      | 1      | -      | 210 | 3                  | -                  | 2                  | -                  | -                  | -                  | -                  | -                  | 1393               | 19   | 1     | 3     | -     | -     | -     | 1     | -     |       |       |
| Norman Ligairi         | Ailier           | 593    | 6      | 6      | 1      | -      | -      | -      | -      | -      | 282 | 3                  | 2                  | 5                  | -                  | -                  | -                  | -                  | -                  | 875                | 9    | 8     | 6     | -     | -     | -     | -     | -     |       |       |
| Alexis Palisson        | Ailier           | 160    | 2      | -      | -      | -      | -      | -      | -      | -      | 240 | 3                  | -                  | 3                  | 1                  | -                  | -                  | -                  | -                  | 400                | 5    | -     | 3     | 1     | -     | -     | -     | -     |       |       |
| Charles Platek         | Ailier           | 0      | -      | -      | -      | -      | -      | -      | -      | -      | -   | -                  | -                  | -                  | -                  | -                  | -                  | -                  | -                  | -                  | -    | -     | -     | -     | -     | -     | -     | -     |       |       |
| Farid Sid              | Ailier           | 1117   | 14     | 2      | 3      | -      | -      | -      | 1      | -      | 320 | 4                  | -                  | -                  | -                  | -                  | -                  | -                  | -                  | 1437               | 18   | 2     | 3     | -     | -     | -     | 1     | -     |       |       |
| Johan Dalla Riva       | Arrière          | 1273   | 17     | 2      | 1      | -      | -      | 3      | -      | -      | 160 | 2                  | -                  | -                  | 1                  | -                  | 1                  | -                  | -                  | 1433               | 19   | 2     | 1     | 1     | -     | 4     | -     | -     |       |       |
| Nicolas Le Roux        | Arrière          | 564    | 9      | -      | -      | -      | -      | -      | -      | -      | 218 | 3                  | -                  | -                  | -                  | -                  | -                  | -                  | -                  | 782                | 12   | -     | -     | -     | -     | -     | -     | -     |       |       |

#### Statistiques par réalisateur
Classement des meilleurs réalisateurs en Top 14
| Rang | Joueur            | Poste            | Points | Essais | Transf. | Pén. | Drops |
| ---- | ----------------- | ---------------- | ------ | ------ | ------- | ---- | ----- |
| 1    | Maxime Petitjean  | Demi d'ouverture | 145    | 2      | 12      | 30   | 7     |
| 2    | Luciano Orquera   | Demi d'ouverture | 106    | 2      | 9       | 25   | 1     |
| 3    | Tim Donnelly      | Demi d'ouverture | 39     | -      | -       | 10   | 3     |
| 4    | Filimone Bolavucu | Ailier           | 25     | 5      | -       | -    | -     |
| 5    | Farid Sid         | Ailier           | 15     | 3      | -       | -    | -     |
| 6    | Johan Dalla Riva  | Arrière          | 14     | 1      | -       | -    | 3     |
| 7    | Damien Chouly     | Troisième ligne  | 10     | 2      | -       | -    | -     |
| -    | Suka Hufanga      | Centre           | 10     | 2      | -       | -    | -     |

Classement des meilleurs réalisateurs en Challenge européen
| Rang | Joueur            | Poste            | Points | Essais | Transf. | Pén. | Drops |
| ---- | ----------------- | ---------------- | ------ | ------ | ------- | ---- | ----- |
| 1    | Maxime Petitjean  | Demi d'ouverture | 39     | 1      | 14      | 2    | -     |
| 2    | Luciano Orquera   | Demi d'ouverture | 25     | 1      | 4       | 4    | -     |
| -    | Norman Ligairi    | Ailier           | 25     | 5      | -       | -    | -     |
| 4    | Nicolas Couttet   | Centre           | 22     | 4      | 1       | -    | -     |
| 5    | Alexis Palisson   | Ailier           | 17     | 3      | 1       | -    | -     |
| 6    | Petrisor Toderasc | Pilier           | 15     | 3      | -       | -    | -     |
| -    | Terry Fanolua     | Centre           | 15     | 3      | -       | -    | -     |
| -    | Suka Hufanga      | Centre           | 15     | 3      | -       | -    | -     |

#### Statistiques par marqueur
| Rang  | Joueur                 | Poste            | Top 14    | Challenge européen | TOTAL     |
| ----- | ---------------------- | ---------------- | --------- | ------------------ | --------- |
| 1     | Filimone Bolavucu      | Ailier           | 5         | 1                  | 6 essais  |
| 1     | Norman Ligairi         | Ailier           | 1         | 5                  | 6 essais  |
| 3     | Suka Hufanga           | Centre           | 2         | 3                  | 5 essais  |
| 3     | Nicolas Couttet        | Centre           | 1         | 4                  | 5 essais  |
| 5     | Damien Chouly          | Troisième ligne  | 2         | 2                  | 4 essais  |
| 5     | Suka Hufanga           | Centre           | 1         | 3                  | 4 essais  |
| 7     | Farid Sid              | Ailier           | 3         | -                  | 3 essais  |
| 7     | Luciano Orquera        | Demi d'ouverture | 2         | 1                  | 3 essais  |
| 7     | Maxime Petitjean       | Demi d'ouverture | 2         | 1                  | 3 essais  |
| 7     | Yves Donguy            | Ailier           | 1         | 2                  | 3 essais  |
| 7     | Petrisor Toderasc      | Pilier           | -         | 3                  | 3 essais  |
| 7     | Alexis Palisson        | Ailier           | -         | 3                  | 3 essais  |
| 13    | Simon Azoulai          | Troisième ligne  | 1         | 1                  | 2 essais  |
| 13    | Jérôme Bonvoisin       | Troisième ligne  | 1         | 1                  | 2 essais  |
| 15    | Johan van Zyl          | Deuxième ligne   | 1         | -                  | 1 essai   |
| 15    | Hendrik Gerber         | Troisième ligne  | 1         | -                  | 1 essai   |
| 15    | Jean-Baptiste Péjoine  | Demi de mêlée    | 1         | -                  | 1 essai   |
| 15    | Jawad Djoudi           | Talonneur        | 1         | -                  | 1 essai   |
| 15    | Timothy Clark          | Demi de mêlée    | 1         | -                  | 1 essai   |
| 15    | Johan Dalla Riva       | Arrière          | 1         | -                  | 1 essai   |
| 15    | Simon Hughes           | Pilier           | -         | 1                  | 1 essai   |
| 15    | Pierre-Philippe Lafond | Pilier           | -         | 1                  | 1 essai   |
| 15    | Charl van Rensburg     | Deuxième ligne   | -         | 1                  | 1 essai   |
| 15    | Sébastien Bonetti      | Centre           | -         | 1                  | 1 essai   |
| 15    | Ludovic Valbon         | Centre           | -         | 1                  | 1 essai   |
| #     | essai de pénalité      | -                | -         | -                  | -         |
| Total | -                      | 25 marqueurs     | 28 essais | 35 essais          | 63 essais |

### Joueurs en sélections internationales
| Joueur            | Poste           | Pays     | Compétition         | Sélections (points) |
| ----------------- | --------------- | -------- | ------------------- | ------------------- |
| Filimone Bolavucu | Ailier          | Fidji    | Pacific Nations Cup | 1 (10)              |
| Norman Ligairi    | Ailier          | Fidji    | Pacific Nations Cup | 2 (0)               |
| Ludovic Valbon    | Centre          | France   | Tests Match         | 1 (0)               |
| Damien Chouly     | Troisième ligne | France   | Tests Match         | 2 (0)               |
| Cristian Petre    | Deuxième ligne  | Roumanie | Tests Match         | 1 (0)               |
| Suka Hufanga      | Centre          | Tonga    | Pacific Nations Cup | 1 (5)               |